# Скирмунты
Скирмунты (пол. Skirmunt) — дворянские роды.
Первый из них, герба Дуб, восходит к XVI век и внесён в VI часть родословной книги Минской губернии. Претендовал на происхождение от легендарного литовского князя Скирмунта. 
- Скирмунт, Богуш (ок. 1551) — которому польская королева Бона Сфорца пожаловала земельный надел в селе Плотница (ныне Столинский район), за что он обязывался «службу военную земскую служити».
- Скирмунт, Криштоф (ок. 1551) — староста Плотницкий.
- Скирмунт, Адам (ок. 1777) — староста Пинский.
- Скримунт, Александр (1793-1845) — пинский уездный предводитель дворянства, камергер и предприниматель.

Другой род Скирмунт, герба Пржияцель III, восходящий к XVI веку, внесён в VI и I части родословных книг Гродненской, Виленской и Ковенской губ. Из этого рода происходили:
- Скирмунт, Иоахим, суффраган жмудский и епископ Утянский († 1718).
- Скирмунт, Константин Генрихович (1866—1949) — русский государственный деятель и польский дипломат, министр иностранных дел Польши (1921—1922).
- Скирмунт, Роман Александрович (1868—1939) — русский, белорусский и польский государственный и политический деятель.